# Queen (Zeitschrift)
Queen (vormals The Queen) ist ein 1862 begründetes Magazin, das sich zunächst an eine aristokratische Leserschaft richtete. Gegen Ende der 1950er Jahre wurde das Profil der Zeitschrift geändert und sollte nun ein jüngeres, breiteres Publikum ansprechen. Während der Zeit des „Swinging London“ galt Queen als eines der stilgebenden Magazine der Zeit, das sich vor allem im Bereich der Damenmode positionierte. 1968 wurde die Zeitschrift an die Konkurrenz von Harper’s Bazaar verkauft und hieß zunächst seit 1970 „Harper's & Queen“, später fiel das „Queen“ aus dem Namen heraus und die Zeitschrift heißt nur noch „Harper's Bazaar“. Anfang der 1960er Jahre war David Hamilton künstlerischer Leiter des Magazins.